# Mount Edwards, Antarktis
Mount Edwards är ett berg i Antarktis. Det ligger i Västantarktis. Inget land gör anspråk på området. Toppen på Mount Edwards är 1 023 meter över havet.
Terrängen runt Mount Edwards är platt västerut, men österut är den kuperad. Trakten är obefolkad. Det finns inga samhällen i närheten. 